# Giải bóng đá Ngoại hạng Hồng Kông
Giải bóng đá Ngoại hạng Hồng Kông (tiếng Anh: Hong Kong Premier League, tiếng Trung: 香港超級聯賽) là giải bóng đá chuyên nghiệp cấp câu lạc bộ của Hồng Kông được tổ chức bởi Hiệp hội bóng đá Hồng Kông. Giải hiện được tài trợ bởi BOCG Life nên có tên gọi chính thức là BOCG Life Hong Kong Premier League (tiếng Trung: 中銀集團人壽香港超級聯賽). Mùa giải đầu tiên được khởi tranh vào tháng 9 năm 2014.
Kiệt Chí đang là đương kim vô địch.

## Lịch sử
Ngày 7 tháng 2 năm 2013, Hiệp hội bóng đá Hồng Kông công bố giải đấu Premier League mới sẽ được khởi tranh vào mùa thu 2014, và mùa bóng 2013–14 sẽ là mùa giải chuyển giao. Do đó, Giải bóng đá hạng nhất Hồng Kông 2013–14 là mùa giải cuối cùng Hạng nhất là hạng đấu cao nhất trong hệ thống các giải bóng đá Hồng Kông.
Các câu lạc bộ khi đó đã có những phản ứng không được tích cực vì cho rằng việc tham dự giải đấu chuyên nghiệp sẽ tăng thêm chi phí, có đội còn cho rằng giải đấu mới sẽ không có nhiều sự khác biệt so với giải Hạng nhất cũ. Năm câu lạc bộ - Citizen, Southern, Sun Hei, Happy Valley và Tuen Mun quyết định không tham dự giải đấu mới, dẫn đến sự lo ngại về kế hoạch của HKFA về việc có tối thiểu 8 đội bóng tham dự khó khả thi. Tuy nhiên cuối cùng, thông qua xã hội hóa và sự trợ giúp của chính quyền, hai đội bóng từ giải Hạng nhì đáp ứng được yêu cầu từ ban tổ chức và được quyền thăng hạng, nâng tổng số đội tham dự mùa đầu tiên lên con số 9.
Cùng với việc hoàn thành 'Kế hoạch Phượng hoàng' được khởi động năm 2011, giải đấu đã có những cải tiến nhất định cùng với đó là kế hoạch dài hơi cho tương lai. Bao gồm bản hợp đồng tài trợ mới trong năm năm, một kế hoạch mới cho các câu lạc bộ, tiền thưởng cho tất cả các câu lạc bộ và kế hoạch chống tham nhũng và dàn xếp tỉ số.
Kitchee là nhà vô địch của mùa giải đầu tiên, sau khi giành được 36 điểm và chỉ để thua 2 trận. Tai Po kết thúc ở vị trí cuối bảng với 7 điểm.
Mùa giải sau đó, Đông Phương giành chức vô địch trước một vòng đấu, đó cũng là chức vô địch quốc gia đầu tiên của họ sau 20 năm. Họ cũng tạo nên lịch sử khi trở thành đội bóng đầu tiên vô địch quốc gia với một huấn luyện viên nữ. Wong Tai Sin xuống hạng mùa giải đó.

## Thể thức
Mùa giải đầu tiên khởi tranh vào tháng 9 năm 2014, với 9 đội bóng tham dự. Ban đầu đề xuất đưa ra là có việc xuống hạng tuy nhiên sẽ không áp dụng cho những mùa giải đầu tiên, các đội sẽ tiếp tục lên hạng cho đến khi đủ 12 câu lạc bộ. Tuy nhiên cuối cùng HKFA quyết định sẽ có một đội xuống hạng và một đội lên hạng từ Giải bóng đá hạng nhất Hồng Kông 2014-15.
Mùa 2016-17, giải đấu được mở rộng lên 11 đội. HKFA chấp thuận việc lên hạng của Tai Po và HKFC hai đội xếp đầu giải Hạng nhất 2015-16 cùng với đó là thêm hai đội bóng mới Hồng Kông Sapling và R&F FC (Hồng Kông). Wong Tai Sin xuống hạng mùa trước đó còn Metro Gallery FC tự xin xuống hạng do khó khăn về tài chính. Giải đấu sẽ quay trở lại thể thức trước đó một đội lên hạng từ Hạng nhất và câu lạc bộ xếp cuối sẽ xuống hạng.
Đội vô địch sẽ giành quyền vào thẳng vòng bảng AFC Champions League, trong khi đó đội vô địch Hong Kong FA Cup cũng như các đội xếp thứ 2, 3, 4 sẽ tham dự vòng playoff giành vé tham dự vòng loại thứ hai Champions League. Nếu đội vô địch FA Cup kết thúc ở vị trí trong top 4, thì đội thứ 5 sẽ được quyền tham dự

## Tiền thưởng
Cơ cấu tiền thưởng của mùa giải đầu tiên.
| Vị trí chung cuộc | Tiền thưởng (HK$) |
| ----------------- | ----------------- |
| Vô địch           | 480,000           |
| Á quân            | 216,000           |
| Hạng ba           | 144,000           |
| Hạng tư           | 108,000           |
| Hạng năm          | 84,000            |
| Hạng sáu          | 60,000            |
| Hạng bảy          | 48,000            |
| Hạng tám          | 36,000            |
| Hạng chín         | 24,000            |

## Mùa giải hiện tại
Có tổng cộng 11 đội bóng tham dự mùa giải 2016–17, bao gồm 7 đội của Giải bóng đá Ngoại hạng Hồng Kông 2015–16 cùng với Tai Po và Hong Kong Football Club đội lên hạng từ Giải bóng đá hạng nhất Hồng Kông 2015–16, và hai đội bóng mới - Hong Kong Sapling, được tái lập và đổi tên từ Biu Chun Glory Sky sau khi giải thể năm 2012, và R&F, đội hình phụ của câu lạc bộ Guangzhou R&F của China Super League. Wong Tai Sin xếp cuối bảng mùa trước nên xuống Giải bóng đá hạng nhất Hồng Kông. Dreams Metro Gallery FC cũng xin xuống hạng do gặp khó khăn về tài chính.
| Câu lạc bộ        | Năm thành lập | Sân nhà                         | Tài trợ áo đấu             | Vị trí mùa trước |
| ----------------- | ------------- | ------------------------------- | -------------------------- | ---------------- |
| Đông Phương       | 1932          | Sân vận động Mong Kok           | SMI Corporation            | 1                |
| Kitchee           | 1931          | Sân vận động Mong Kok           | Jockey Club Kitchee Centre | 2                |
| Nam Hoa           | 1909          | Tseung Kwan O Sports Ground     | AET (Asia) Ltd             | 3                |
| Nam Phương        | 2002          | Aberdeen Sports Ground          | ISUZU                      | 4                |
| Pegasus           | 2008          | Sân vận động Hồng Kông          | ZTE                        | 5                |
| Nguyên Lang       | 1958          | Sân vận động Nguyên Lang        | KMB                        | 7                |
| Rangers           | 1960          | Tsing Yi Sports Ground          | Lee & Man Holding Limited  | 8                |
| Tai Po            | 2002          | Tai Po Sports Ground            | N/A                        | 1 (Lên hạng)     |
| Hồng Kông FC      | 1886          | Hong Kong Football Club Stadium | The Executive Centre       | 2 (Lên hạng)     |
| Hồng Kông Sapling | 2011          | Hammer Hill Sports Ground       | Glory Sky Group            | N/A              |
| R&F               | 2016          | Siu Sai Wan Sports Ground       | R&F Properties             | N/A              |

- Hồng nhạt chỉ câu lạc bộ lên hạng từ Hạng Nhất. Hồng đậm chỉ câu lạc bộ mới thành lập để tham dự.

## Sân vận động
Các sân vận động diễn ra Hong Kong Premier League:
| Đông Phương & Kitchee     | Nam Hoa                     | Nam Phương             | Pegasus                |
| ------------------------- | --------------------------- | ---------------------- | ---------------------- |
| Sân vận động Mong Kok     | Tseung Kwan O Sports Ground | Aberdeen Sports Ground | Sân vận động Hồng Kông |
| Sức chứa: 6,664           | Sức chứa: 3,500             | Sức chứa: 4,000        | Sức chứa: 40,000       |
|                           |                             |                        |                        |
| Nguyên Lang               | Hồng Kông Rangers           | Đại Phố                | Hồng Kông FC           |
| Sân vận động Nguyên Lang  | Tsing Yi Sports Ground      | Tai Po Sports Ground   | Sân vận động HKFC      |
| Sức chứa: 5,000           | Sức chứa: 1,500             | Sức chứa: 3,200        | Sức chứa: 2,750        |
|                           |                             |                        |                        |
| Sapling                   | R&F                         |                        |                        |
| Hammer Hill Sports Ground | Siu Sai Wan Sports Ground   |                        |                        |
| Sức chứa: 2,200           | Sức chứa: 11,981            |                        |                        |
|                           |                             |                        |                        |

## Các giải đấu khác
Quốc nội
- Hong Kong First Division League
- Hong Kong FA Cup (1975–nay)
- Hong Kong League Cup (2000–nay)
- Hong Kong Senior Challenge Shield (1896–nay)

Quốc tế
- AFC Champions League
- AFC Cup